# Antoine Rossfelder
Antoine Rossfelder est un pianiste français né en 1971.

## Biographie
Après des études au conservatoire d'Aix-en-Provence, il poursuit sa formation au Conservatoire supérieur de Stuttgart.
Antoine Rossfelder a travaillé avec Jacqueline Courtin, Michel Bourdoncle, Désiré N' Kaoua, Iléana Cohenca et Dominique Merlet.
Il a également suivi des cours de direction d'orchestre avec Pierre Menet à Paris.
Antoine Rossfelder a donné de nombreux concerts en soliste et musique de chambre en France, en Allemagne,au Bresil, en Italie, en Angleterre, en Suisse...

En 2007 Antoine Rossfelder enregistre un disque consacré à trois sonates de J.Haydn salué par la critique (monde de la musique)
En 2011 sort un nouveau disque avec deux sonates de F.Schubert.

Professeur de piano, Antoine Rossfelder poursuit une carrière de concertiste.

## Discographie
- Duo acordeole  piano-clarinette
- Sonates de Joseph Haydn (label Loreley)
- Sonates de Franz Schubert (label acc)